# Modlitewnik powszechny
Modlitewnik Powszechny (ang. The Book of Common Prayer, dosł. Księga Wspólnych Modlitw) – księga liturgiczna; zbiorcza nazwa licznych modlitewników Kościoła Anglii oraz innych kościołów anglikańskich, używanych m.in. w całej Wspólnocie Anglikańskiej.

## Historia
Pierwszy egzemplarz księgi został wydany w 1549 roku, kiedy na tronie Anglii panował Edward VI z dynastii Tudorów i był produktem reformacji angielskiej, do której doszło po rozłamie z Rzymem. Dzieło z 1549 roku było pierwszym modlitewnikiem, zawierającym formy obrzędów stosowanych podczas codziennych i niedzielnych nabożeństw w języku angielskim. Modlitewnik Powszechny z 1549 roku została szybko zastąpiona przez zreformowaną poprawkę, która wyszła w roku 1552 spod tej samej ręki edytorskiej – Thomasa Cranmera, arcybiskupa Canterbury. Nigdy jednak nie weszła ona do użytku, gdyż wraz ze śmiercią Edwarda VI, jego przyrodnia siostra Maria I przywróciła religię rzymskokatolicką. W 1559 roku, już po śmierci Marii, została wydana wersja „kompromisowa” tej księgi, łącząca elementy modlitewników z 1549 i 1552 roku. W następstwie burzliwych wydarzeń związanych z wojną domową (Civil War) w Anglii, kolejna ważna poprawka została wydana w roku 1662. Wydanie to stało się oficjalnym modlitewnikiem Kościoła Anglikańskiego, chociaż w XXI wieku alternatywna księga o nazwie Wspólne Wielbienie (Common Worship), w dużym stopniu zastąpiła Modlitewnik Powszechny podczas głównego niedzielnego nabożeństwa, w większości parafii angielskich.

## Zawartość
Modlitewniki (prayer books), w  przeciwieństwie do ksiąg modlitw (book of prayers) zawierają teksty skonstruowanych (liturgicznych) obrzędów nabożeństwa.
Zebrany w jednym tomie Modlitewnik Powszechny zawiera następujące elementy: modlitwę poranną (morning prayer), modlitwę wieczorną (evening prayer), Litanię (Litany) oraz Komunię Świętą (Holy Communion). Księga posiada szczegółowy porządek innych okolicznościowych obrzędów: chrztu, bierzmowania, ślubu, modlitw odmawianych za chorych oraz pogrzebu. Przedstawia w całości czytania apostolskie (Epistle readings) i ewangeliczne (Gospel readings) w codziennych modlitwach, które są wyszczególnione w formie tabelarycznej na wzór Psalmów; pieśni (canticles), w większości biblijne, ułożone tak aby śpiewano je pomiędzy czytaniami. Tradycyjne modlitewniki luteran, metodystów i prezbiterian dużo zapożyczyły z Modlitewnika Powszechnego, a ślubne i pogrzebowe rytuały z nich wzięte wpasowały się doskonale w inne religie i język angielski. Tak jak Autoryzowana Biblia króla Jakuba i dzieła Szekspira, wiele tekstów i wyrażeń z Modlitewnika Powszechnego weszło do kultury masowej.
Modlitewnik Powszechny występuje w wielu wersjach w kościołach wewnątrz i poza Wspólnotą Anglikańską, w ponad 50 różnych krajach oraz 150 różnych językach. W wielu częściach świata w regularnym, cotygodniowym wielbieniu zastąpiły go bardziej współczesne księgi.